# Török Bertalan
Kadicsfalvi Török Bertalan (Nagyenyed, 1847. november 3. – Nagyenyed, 1915. január 6.) a Ferenc József-rend lovagja, Alsó-Fehér vármegye nyugalmazott főjegyzője, a nagyenyedi választókerület 3 cikluson keresztüli országgyűlési képviselője, Vízakna város díszpolgára, a Nagyenyedi Kisegítő Takarékpénztár Rt. elnök-vezérigazgatója, törvényhatósági bizottsági tag, Nagyenyed rendezett tanácsú város képviselő-testületének tagja, a nagyenyedi római katolikus egyházközség főgondnoka, az alsófehérvármegyei történelmi, régészeti és természettudományi egyesület elnöke.

## Életpályája
1866-ban fejezte be a gimnáziumot Kolozsváron. Jogi tanulmányait Nagyenyeden és Kolozsváron végezte el. Közigazgatási pályára lépve 1867–1896 között Alsófehér vármegye szolgálatában állt. 1872-ben Alsó-Fehér vármegye jegyzője, 1874-től főjegyzője volt. 1881-ben indította meg Nagyenyeden és 25 éven át (1906) szerkesztette a Közérdek című politikai lapot, amelyben élénk publicisztikai munkásságot fejtett ki. 1896-tól három cikluson át képviselte vármegyéjét szabadelvű párti programmal.
Tevékenyen részt vett a vármegye és Nagyenyed minden közügyében, az 1870-es és 1880-as években történt átalakítási munkálataiban és a községi élet újjászervezésében.

## Családja
Szülei: Török Sámuel és Pogány Anna voltak. Felesége Czirner Emilia és Berencsán Etelka voltak.

## Díjai
- a Ferenc József-rend lovagkeresztje (1896)
- Vízakna díszpolgára